# Яшюнай
Яшюнай (лит. Jašiūnai) — местечко на востоке Литвы, в Шальчининкском районе. Насчитывает 642 жителя (2011).

## Положение и общая характеристика

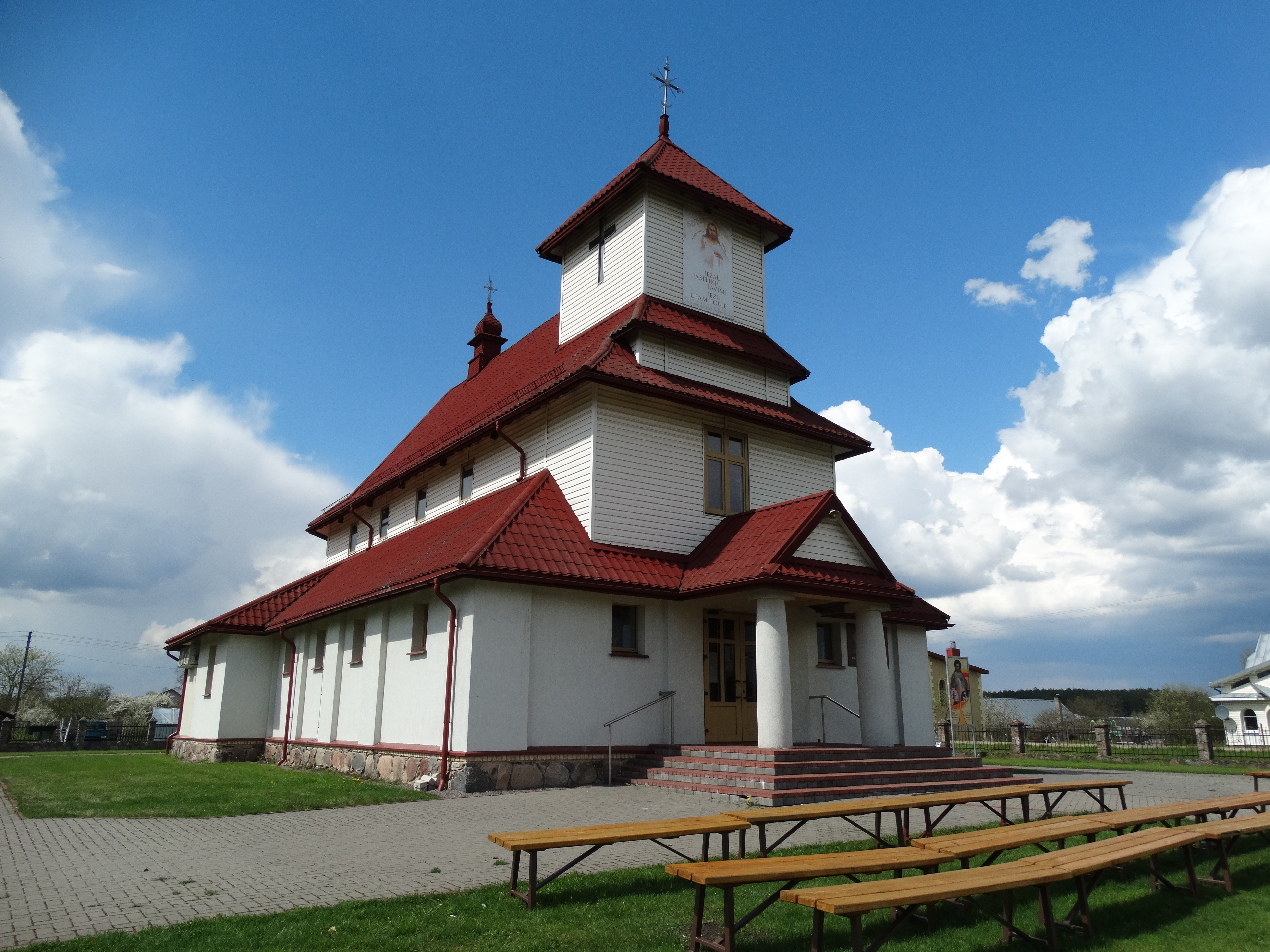
Костёл Святой Анны

Яшюнай расположен в 18 км от столицы Литвы — Вильнюса, при шоссе Вильнюс — Лида, на реке Мяркис (правом притоке р. Нямунас).
Имеются предприятия „Jašiūnų keramika“, „Actas“ (единственное в Литве предприятие, производящее натуральный уксус, а также майонез, томатную пасту, горчицу), „Polivektris“ (переработка отходов пластика), почтовое отделение, амбулатория, музыкальная школа (с 1992 года), ясли и детский сад, культурный центр, библиотека, три средних школы с преподаванием на литовском, русском, польском языках, костёл Святой Анны (возведён в 1929 году).

## История

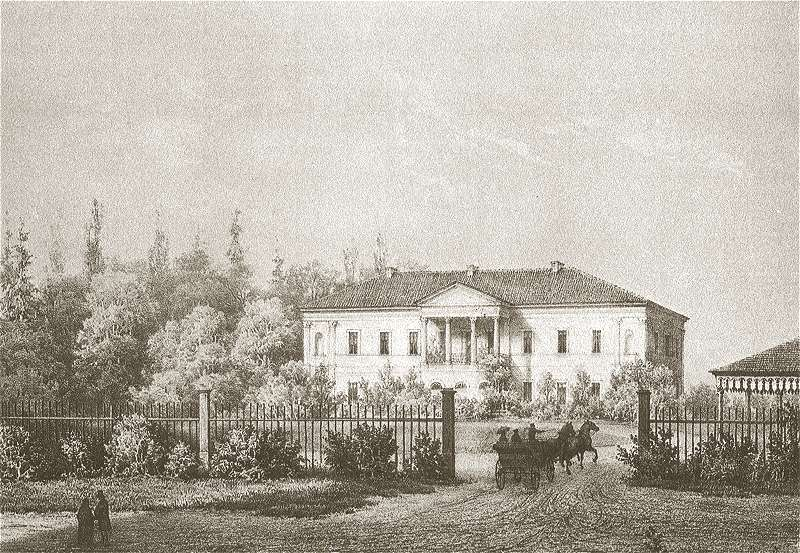
Наполеон Орда. Яшюнай (1824—1828)

Впервые упоминается в 1402 году. Местечко известно поместьем, принадлежавшим Радзивиллам, а в начале XIX века ставшим собственностью Игнатия Балинского. Сын последнего Михал Балинский, историк и литератор, стал инициатором постройки дворцового ансамбля, возведённого в 1824—1828 годах по проекту архитектора Кароля Подчашинского. Дворец с чертами ампира и романтизма двухэтажный, с портиком с четырьмя дорическими колоннами. В усадьбе подолгу проживал Балинский, профессора Виленского университета Анджей Снядецкий (на дочери которого Балинский был женат), его брат Ян Снядецкий, бывали профессор Станислав Бонифацы Юндзилл, поэты Адам Мицкевич и Юлиуш Словацкий, Томаш Зан, благодаря чему усадьба стала важным культурным центром.
До 1939 года находились в составе Польши.

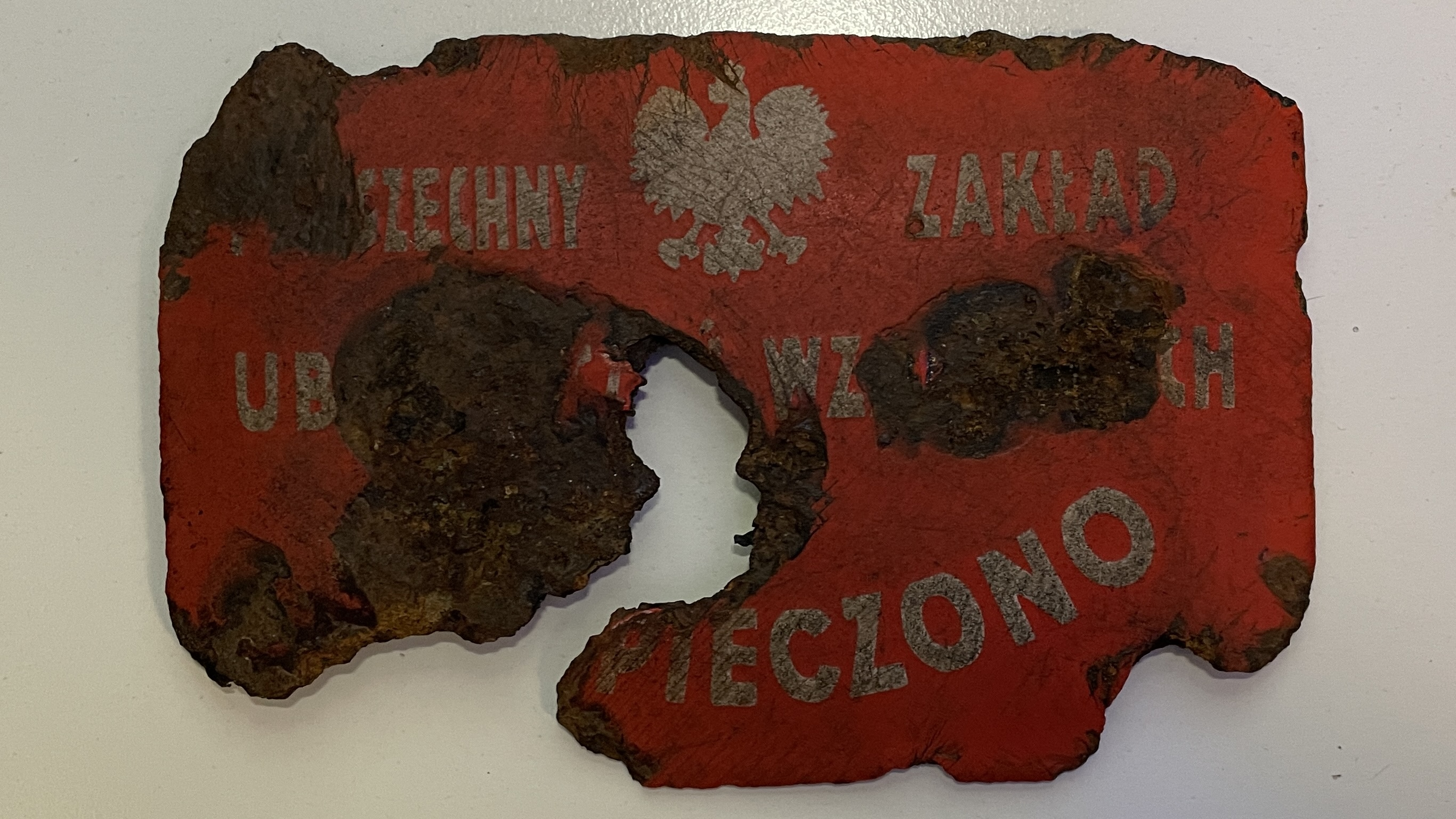
Польская табличка межвоенного периода, обнаруженная в Яшюнай

В 1940 году были переданы Литовской ССР.
В 1959 году в местечке проживало 537 человек.

## Транспорт
Ж.-д. станция Яшюнай на железнодорожной линии Вильнюс — Лида.

## Кино
В Яшюнае снимали два художественных фильма, первую и вторую части приключенческой трилогии: «Кортик», «Бронзовая птица».

## Известные уроженцы
- Иван Михайлович Балинский (1827—1902) — психиатр, Действительный статский советник, профессор Медико-хирургической академии в 1860—1876 гг.
- Игнатий Иванович Балинский (1867—1920) — генерал-майор, сын И. М. Балинского.